# Prix Dahl-Nygaard
Le prix Dahl-Nygaard est décerné chaque année à un chercheur senior avec des contributions remarquables et à un jeune chercheur ayant démontré un grand potentiel. Le prix senior est reconnu comme l'un des prix les plus prestigieux dans le domaine du génie logiciel ,[réf. nécessaire] bien que ce soit un prix relativement nouveau.
Les lauréats des deux prix sont annoncés lors de la Conférence européenne sur la programmation orientée objet (ECOOP). Les prix portent le nom d'Ole-Johan Dahl et de Kristen Nygaard, deux pionniers norvégiens dans le domaine de la programmation et de la simulation. Le prix a été créé par l'Association Internationale pour les Technologies Objets (AITO) en 2004.

## Récpiendaires
Les récipiendaires du prix sont,, :
| Année | Lieu                  | Prix senior                                                                   | Prix junior                                                                   |
| ----- | --------------------- | ----------------------------------------------------------------------------- | ----------------------------------------------------------------------------- |
| 2005  | Glasgow, Ecosse       | Bertrand Meyer                                                                | Gail C. Murphy                                                                |
| 2006  | Nantes, France        | Erich Gamma, Richard Helm, Ralph Johnson et (à titre posthume) John Vlissides | Erich Gamma, Richard Helm, Ralph Johnson et (à titre posthume) John Vlissides |
| 2007  | Berlin, Allemagne     | Luca Cardelli                                                                 | Jonathan Aldrich                                                              |
| 2008  | Paphos, Chypre        | Akinori Yonezawa                                                              | Wolfgang De Meuter                                                            |
| 2009  | Gênes, Italie         | David Ungar                                                                   |                                                                               |
| 2010  | Maribor, Slovénie     | Doug Lea                                                                      | Erik Ernst                                                                    |
| 2011  | Lancaster, Angleterre | Craig Chambers                                                                | Atsushi Igarashi                                                              |
| 2012  | Pékin, Chine          | Gregor Kiczales                                                               | Tobias Wrigstad                                                               |
| 2013  | Montpellier, France   | Oscar Nierstrasz                                                              | Matthew Parkinson                                                             |
| 2014  | Uppsala, Suède        | William Cook et Robert France                                                 | Tudor Gîrba                                                                   |
| 2015  | Prague, Tchéquie      | Bjarne Stroustrup                                                             | Alexander J. Summers                                                          |
| 2016  | Rome, Italie          | James Noble                                                                   | Emina Torlak                                                                  |
| 2017  | Barcelone, Espagne    | Gilad Bracha                                                                  | Ross Tate                                                                     |
| 2018  | Amsterdam, Pays-Bas   | Lars Bak                                                                      | Guoqing Harry Xu                                                              |
| 2019  | Londres, Angleterre   | Laurie Hendren                                                                | Ilya Sergey                                                                   |
| 2020  | Berlin, Allemagne     | Jan Vitek                                                                     | Jonathan Bell                                                                 |
| 2021  | Aarhus, Danemark      | Kim Bruce                                                                     | Karim Ali                                                                     |
| 2022  | Berlin, Allemagne     | Dan Ingalls                                                                   | Magnus Madsen                                                                 |
| 2023  | Seattle, Etats-Unis   | Sophia Drosopoulou                                                            | Heather Miller                                                                |
| 2024  | Vienna, Asutria       | Rachid Guerraoui                                                              |                                                                               |